# کلاوس هویر
کلاوس هویر (انگلیسی: Claus Høyer; ۱۷ مارس ۱۸۹۱ – ۲ نوامبر ۱۹۶۴) قایقران روئینگ، و مهندس مکانیک اهل نروژ بود.